# Trachyphloeus scabriculus
Trachyphloeus scabriculus är en skalbaggsart som först beskrevs av Carl von Linné 1771.  Trachyphloeus scabriculus ingår i släktet Trachyphloeus, och familjen vivlar. Arten är reproducerande i Sverige.